# 第17屆金鐘獎
第17屆金鐘獎是1982年台灣廣播、電視業界的年度盛事之一，表揚1982年度傑出的台灣廣播和電視之藝人。該屆頒獎典禮由中國電視公司承辦，主持人是包國良，導播是白國嘉。

## 電視部分
下列之標記為該獎項得獎者。

## 外部連結
- 71年金鐘獎得獎名單【個人技術部分 / 特別獎】 （页面存档备份，存于）.文化部影視及流行音樂產業局.1982-04-01
- 71年金鐘獎得獎名單【節目部分 / 廣告部份】 （页面存档备份，存于）.文化部影視及流行音樂產業局.1982-04-01